# 八宝树
八宝树（学名：Duabanga grandiflora）为千屈菜科八宝树属下的一个种。种名grandiflora意为“大花的”。